# تيكومة عربية
تيكومة عربية (الاسم العلمي:Tecoma arabica) هي نوع غير مؤكد من النباتات يتبع جنس التيكومة من الفصيلة البنيونية.